# میمون دم‌سرخ
میمون دم‌سرخ (نام علمی: Cercopithecus ascanius) نام یک گونه از زیرخانواده دم‌درازیان است.